# Rundfunk- und Fernsehtechnisches Zentralamt
Das Rundfunk- und Fernsehtechnische Zentralamt (RFZ) der Deutschen Post war eine wissenschaftlich-technische Mittelbehörde der DDR, vergleichbar dem FTZ in Westdeutschland.

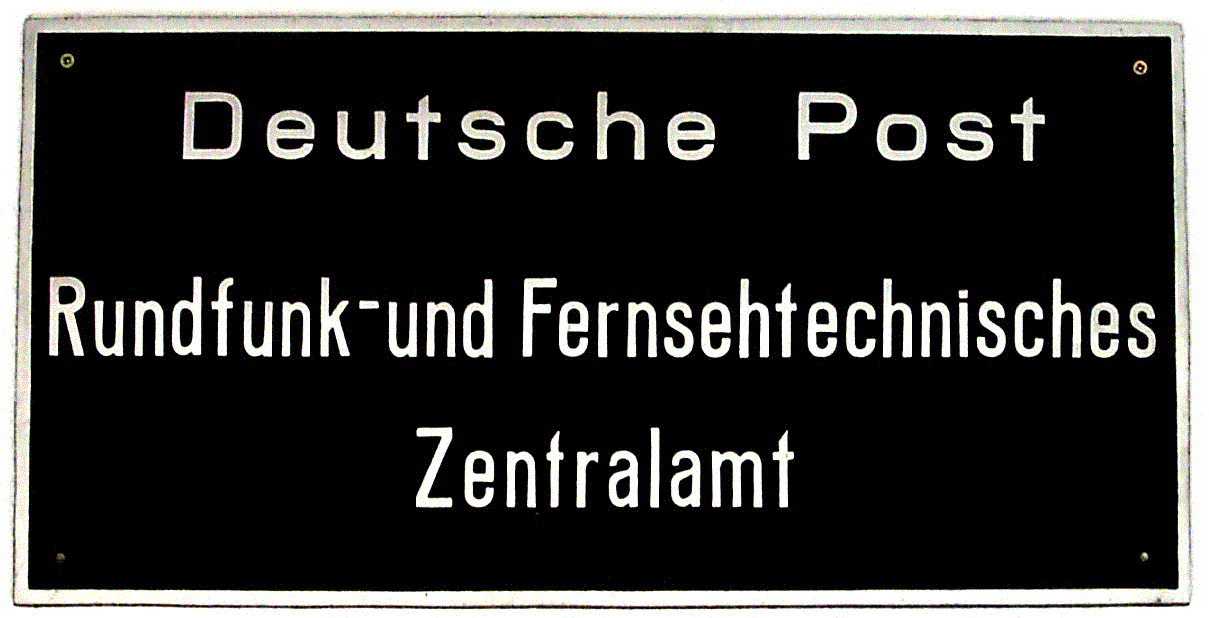
Eingangsschild des RFZ

## Geschichte
Vorläufereinrichtung war das 1952 gegründete Betriebslaboratorium für Rundfunk und Fernsehen; mit der anstehenden Einführung des Farbfernsehens  ging daraus 1962 das RFZ hervor.
Seit April 1990 firmierte es noch für kurze Zeit als Zentrum für Funkdienste der Deutschen Post, bis es im Oktober des gleichen Jahres endgültig abgewickelt wurde.

## Tätigkeitsfelder
Das RFZ war dem Ministerium für Post- und Fernmeldewesen der DDR direkt nachgeordnet und fungierte als Generalauftragnehmer für funktechnische Investitionen, Sonderaufgaben und funktypische Projektierungsleistungen.
Insbesondere hatte es die Bauleitung für den Berliner Fernsehturm.
Auch war das Amt die Leiteinrichtung für die Satellitenkommunikation im Rahmen von Interkosmos wie für internationale Nachrichtenverbindungen auf dem Gebiet der DDR überhaupt.
Es vertrat die Interessen der DDR auf dem Gebiet des Funkwesens in internationalen Organisationen wie dem Rat für gegenseitige Wirtschaftshilfe und Intersputnik.
Ein wesentlicher Teil der Aktivitäten erstreckte sich auf die Entwicklung von Anlagen der Ton- und Fernsehstudiotechnik, wobei die Produktion in verschiedene Unternehmen ausgelagert wurde. In diesem Zusammenhang entstand unter anderem das Subharchord.

## Standort
Das RFZ besaß ein repräsentatives Dienstgebäude auf dem Gelände des Studio Berlin Adlershof, an der Agastraße. Die Verwaltungsbauten wurden nach 2005 zum größten Teil abgerissen. Es existieren noch einige Laboratorien, so etwa ein Reflexionsarmer Raum sowie der derzeit ungenutzte Hörsaal. Daneben existierte seit den 1950er Jahren mit dem Zentral-Institut für Funktechnik (ZIF) in Kolberg eine Außenstelle des RFZ.